# 巨勢小石
巨勢 小石（こせ しょうせき、1843年10月21日（天保14年9月28日） - 1919年（大正8年）9月17日）は、近代の日本画家。本名は八田金起。主に仏画と花鳥画を描き、巨勢派の最後を飾った。

## 人物・来歴
山城国（京都市下京区大坂町）生まれで、父は巨勢金観。家は代々「八田久左衛門」と称し仏画を制作していた。
京都で岸派の岸連山、南画の中西耕石に日本画を、神山鳳陽に詩を学ぶ。こうした中で一家を自覚し、家伝の巨勢家系図に従って本姓の巨勢に復し、「巨勢金岡三十八世孫」と称した。
その後各地を遍歴し、1878年（明治11年）、当時の清国に遊学。帰国後は京都府画学校（現在の京都市立芸術大学）、華族会館分局画学校などで絵画を教え、1890年（明治23年）からは東京美術学校（現在の東京芸術大学）教授に就任した。
晩年は京都に戻り、田能村直入や富岡鉄斎らと日本南画協会を作るなど、東京奠都後に衰退した京都画壇の復興に努めた。

## 代表作
| 作品名                     | 技法     | 形状・員数 | 寸法（縦x横cm）  | 所有者                                            | 年代                | 落款・落款                                                     | 備考 |
| -------------------------- | -------- | ---------- | ---------------- | ------------------------------------------------- | ------------------- | -------------------------------------------------------------- | --- |
| 亀山本徳寺障壁画           |          |            |                  | 亀山本徳寺                                        | 1883年（明治176年） | 款記「癸未端日 小石写」/「巨勢金起」白文方印・「小石」朱文方印 | 本徳寺客殿のうち5室。 |
| 聖徳太子勝鬘経講賛成図     | 絹本著色 | 1幅        | 149.0x72.7       | 東京国立博物館                                    | 1884年（明治17年）  |                                                                | 第2回内国絵画共進会銅印賞。西来寺蔵の同名図を参照している。                                                                                                |
| 秋野鹿                     | 絹本著色 | 1幅        | 172.8x83.5       | 東京芸術大学大学美術館                            | 1889年（明治22年）  | 落款「巨勢小石」/「巨勢金起」朱文方印                          | 第三回内国勧業博覧会二等妙技賞 |
| 大塔之宮図                 | 絹本著色 | 1幅        | 246.0x143.5      | 東京大学大学院総合文化研究科・教養学部 駒場博物館 | 1892年（明治25年）  |                                                                | 東京大学教養学部の前身である第一高等中学校旧蔵。当時の校長だった木下広次から歴史参考室の資料として、同年3月25日80円の値段で依頼された。                    |
| 幽霊・仔犬に髑髏・白蔵主図 | 紙本淡彩 | 3幅対      | 146.8x36.0（各） | 長浜城歴史博物館                                  |                     |                                                                | 長沢芦雪筆の同名作（藤田美術館蔵）の模写。なお本作は、南伊部町（長浜市元浜町）の油問屋・油屋治兵衛家伝来で、小石はその当主・四居台三の肖像も手掛けている。 |